# Antisanti
Antisanti est une commune française située dans la circonscription départementale de la Haute-Corse et le territoire de la collectivité de Corse. Elle appartient à l'ancienne piève de Rogna.

## Géographie

### Situation
Antisanti est une commune de la façade orientale de la Corse, sans littoral, surplombant la Plaine orientale de l'île. Elle appartient à l'ancienne pieve de Rogna, qui s'étendait de la plaine d'Aléria jusqu'aux reliefs du Monte d'Oro.
Communes limitrophes

### Géologie et relief

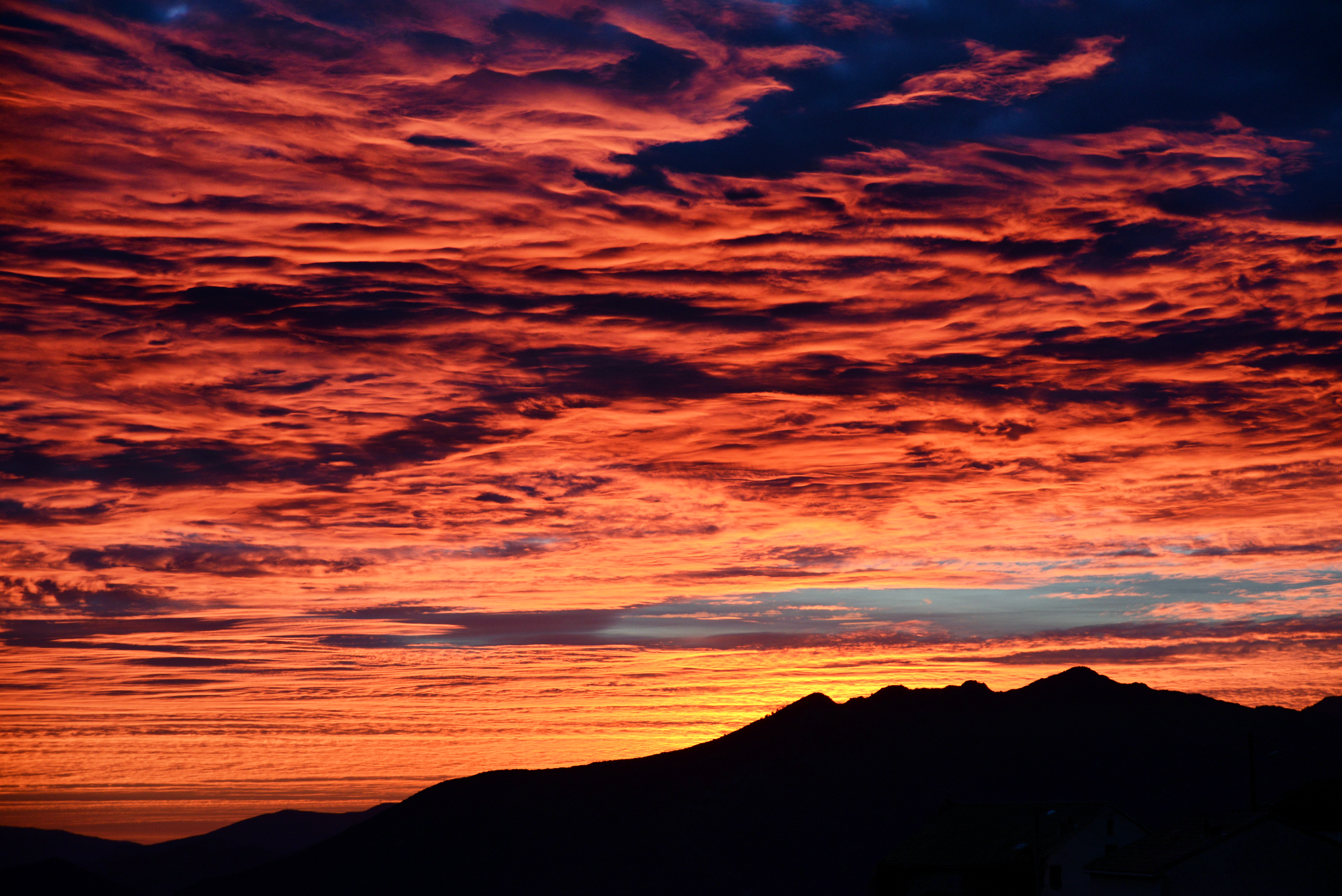
Les monts d'Antisanti vus depuis Venaco.

## Urbanisme

### Typologie
Au 1er janvier 2024, Antisanti est catégorisée commune rurale à habitat dispersé, selon la nouvelle grille communale de densité à sept niveaux définie par l'Insee en 2022.
Elle est située hors unité urbaine et hors attraction des villes,.

### Occupation des sols
L'occupation des sols de la commune, telle qu'elle ressort de la base de données européenne d’occupation biophysique des sols Corine Land Cover (CLC), est marquée par l'importance des forêts et milieux semi-naturels (65,8 % en 2018), une proportion identique à celle de 1990 (66,3 %). La répartition détaillée en 2018 est la suivante : 
forêts (63,6 %), cultures permanentes (17,7 %), zones agricoles hétérogènes (15,6 %), milieux à végétation arbustive et/ou herbacée (2,2 %), terres arables (0,7 %), prairies (0,2 %). L'évolution de l’occupation des sols de la commune et de ses infrastructures peut être observée sur les différentes représentations cartographiques du territoire : la carte de Cassini (XVIIIe siècle), la carte d'état-major (1820-1866) et les cartes ou photos aériennes de l'IGN pour la période actuelle (1950 à aujourd'hui).

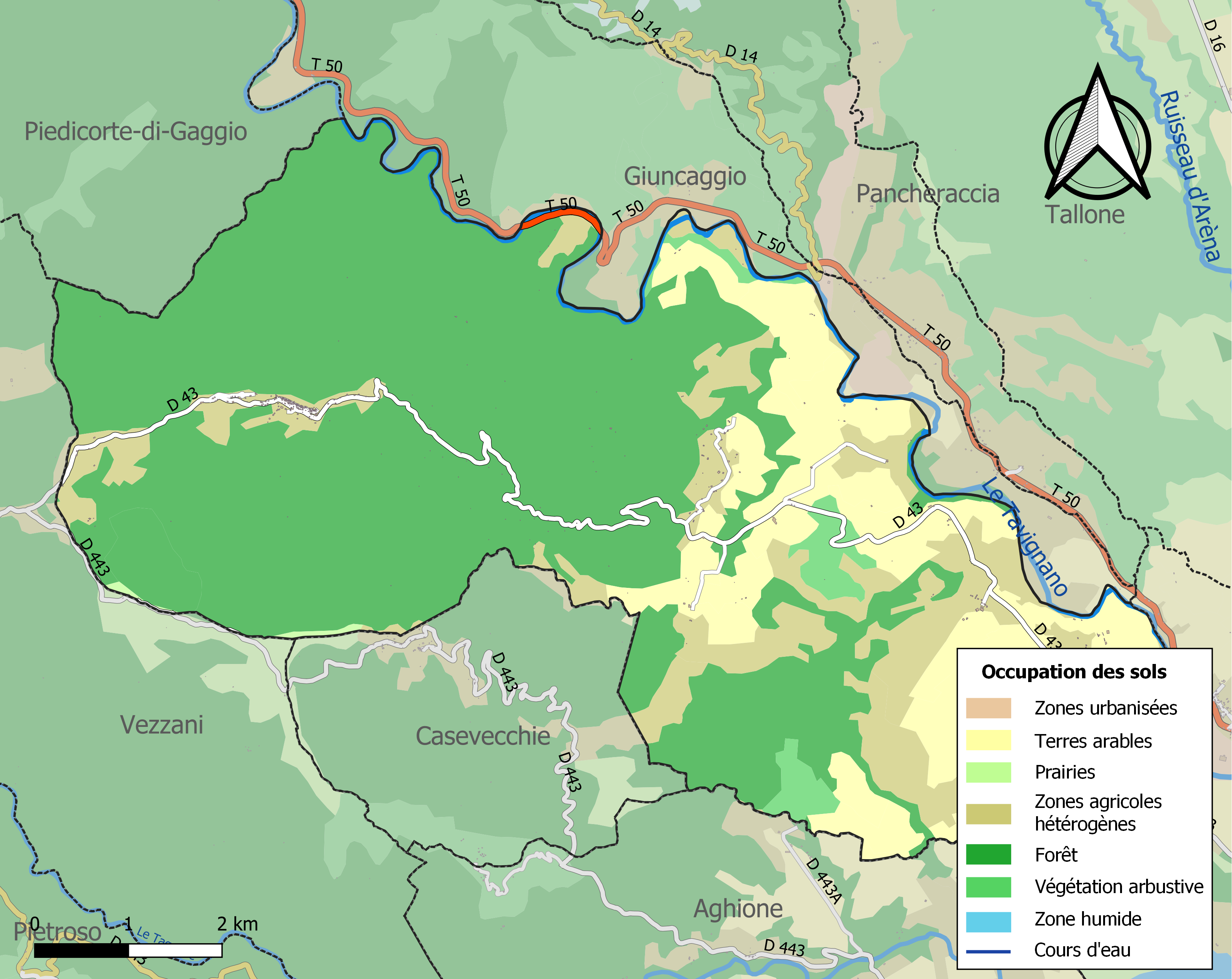
Carte des infrastructures et de l'occupation des sols de la commune en 2018 (CLC).
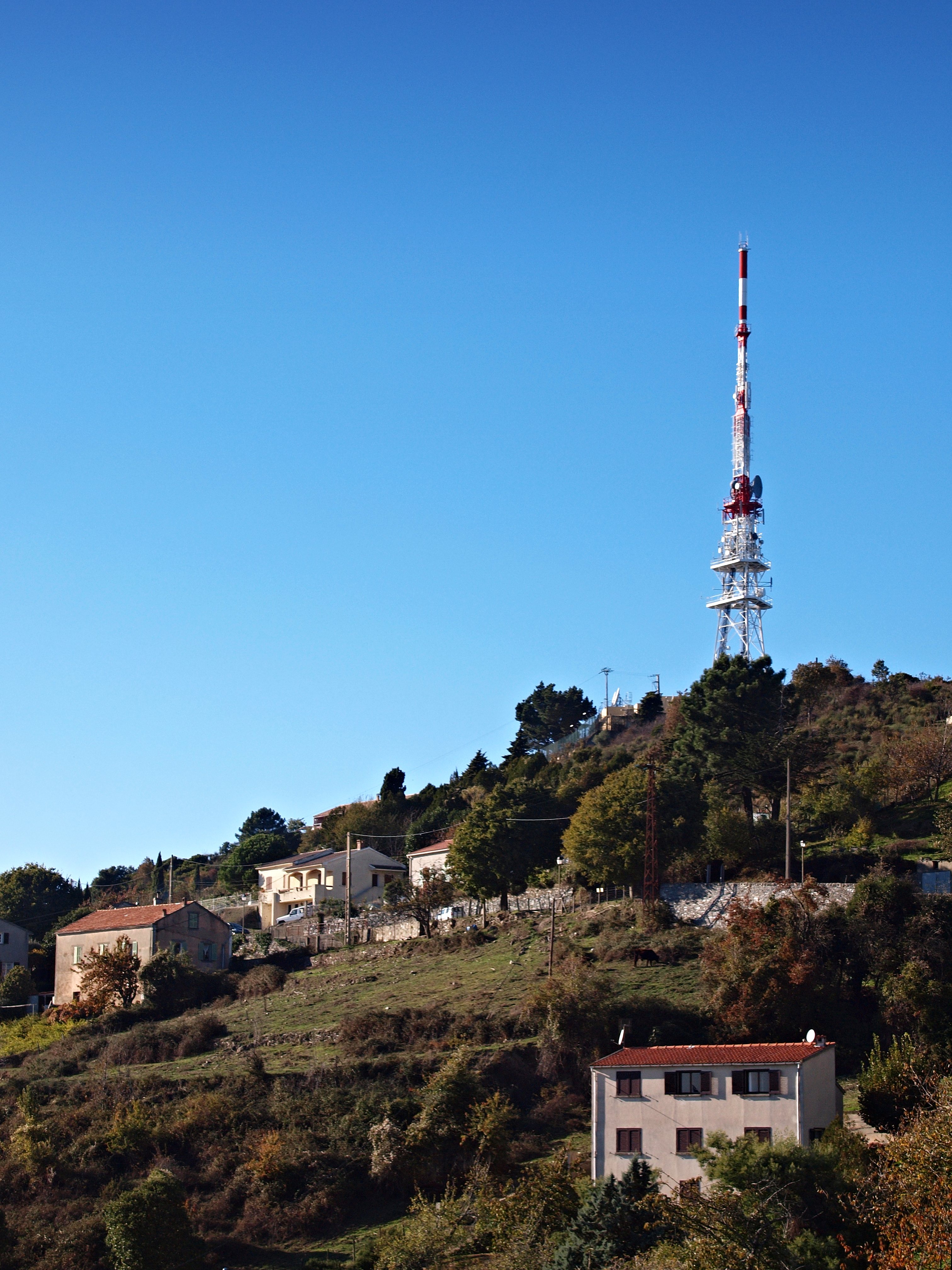
Pylone de télécommunications.

## Toponymie
Le nom corse de la commune est Antisanti /ɑ̃ŋtiˈzɑ̃ŋti/. Ses habitants sont les Antisantinchi.

## Histoire

### Temps modernes
Au XVIIIe siècle, en 1770, Antisanti est une des communes les moins peuplées de la piève de Rogna. 

Avec la Révolution de 1789, la pieve de Sorba devient le canton de Vezzani, du district de Bastia.

### Époque contemporaine

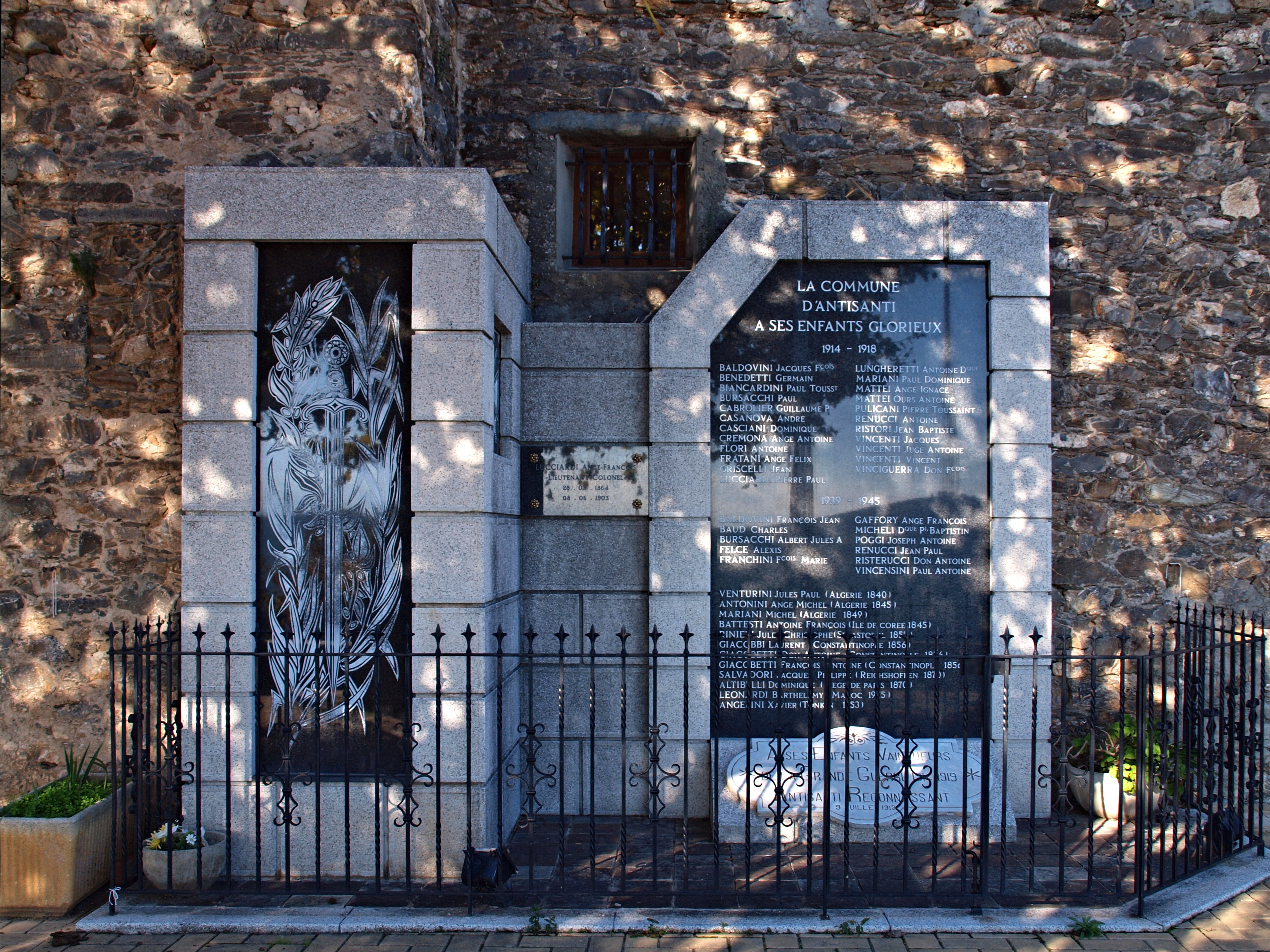
Monument aux morts.

Depuis 1954, Antisanti fait partie du canton de Vezzani, avec les communes de Aghione, Casevecchie, Noceta, Pietroso, Rospigliani et Vezzani.

## Économie
Antisanti met sur le marché 40 % de la production nationale de clémentines grâce à ses immenses vergers.

## Politique et administration

### Liste des maires

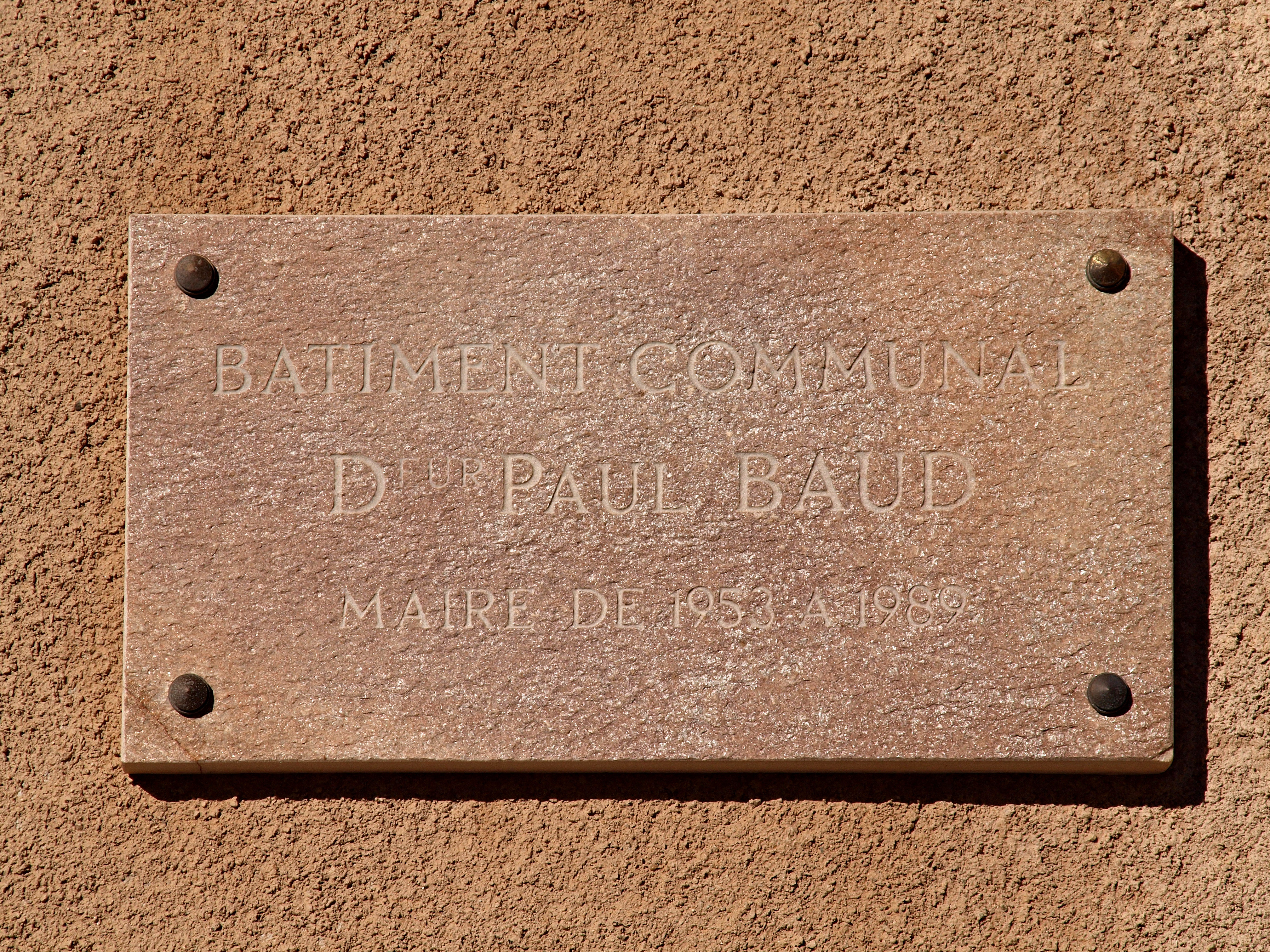
Plaque Dr Baud, maire.

| Période                                  | Période          | Identité               | Étiquette    | Qualité |
| ---------------------------------------- | ---------------- | ---------------------- | ------------ | --- |
| Les données manquantes sont à compléter. |                  |                        |              | |
| 1953                                     | 1989             | Paul Baud              | DVG FGDS     | Médecin |
| 1989                                     | 2002 (démission) | Alexandre Alessandrini | MRG puis PRG | Agent technique à la DDAF Conseiller à l'Assemblée de Corse (1998 et 1999 → 2010) Conseiller exécutif de Corse (1992 → 1998) Conseiller général de Vezzani (1976 → 2008) Suppléant du député Jean-Paul Luisi (1981 → 1986) Chevalier de la Légion d'honneur (2006) |
| 2002                                     | En cours         | Anthony Alessandrini   | PRG          | Agriculteur Vice-président de la CC de l'Oriente Président de la fédération PRG de Haute-Corse |

## Population et société

### Démographie
L'évolution du nombre d'habitants est connue à travers les recensements de la population effectués dans la commune depuis 1800. Pour les communes de moins de 10 000 habitants, une enquête de recensement portant sur toute la population est réalisée tous les cinq ans, les populations de référence des années intermédiaires étant quant à elles estimées par interpolation ou extrapolation. Pour la commune, le premier recensement exhaustif entrant dans le cadre du nouveau dispositif a été réalisé en 2007.

En 2022, la commune comptait 579 habitants, en évolution de +14,2 % par rapport à 2016 (Haute-Corse : +5,15 %, France hors Mayotte : +2,11 %).
| 1800 | 1806 | 1821 | 1831 | 1836 | 1841 | 1846 | 1851 | 1856 |
| ---- | ---- | ---- | ---- | ---- | ---- | ---- | ---- | ---- |
| 379  | 373  | 474  | 575  | 649  | 664  | 795  | 775  | 779  |

| 1861 | 1866 | 1872 | 1876 | 1881 | 1886 | 1891 | 1896 | 1901 |
| ---- | ---- | ---- | ---- | ---- | ---- | ---- | ---- | ---- |
| 681  | 687  | 801  | 821  | 777  | 795  | 819  | 827  | 897  |

| 1906 | 1911 | 1921 | 1926 | 1931 | 1936 | 1946 | 1954 | 1962 |
| ---- | ---- | ---- | ---- | ---- | ---- | ---- | ---- | ---- |
| 900  | 823  | 728  | 708  | 655  | 613  | 530  | 589  | 493  |

| 1968 | 1975 | 1982 | 1990 | 1999 | 2006 | 2007 | 2012 | 2017 |
| ---- | ---- | ---- | ---- | ---- | ---- | ---- | ---- | ---- |
| 486  | 534  | 661  | 500  | 418  | 383  | 378  | 429  | 546  |

| 2022 | - | - | - | - | - | - | - | - |
| ---- | - | - | - | - | - | - | - | - |
| 579  | - | - | - | - | - | - | - | - |

## Culture locale et patrimoine

### Lieux et monuments
- Monument aux morts sur la façade latérale de l'église paroissiale.

#### Église paroissialeSaint-Pierre-aux-Liens
Construite en 1894, la petite église de style baroque a été remaniée, agrandie en 1944.

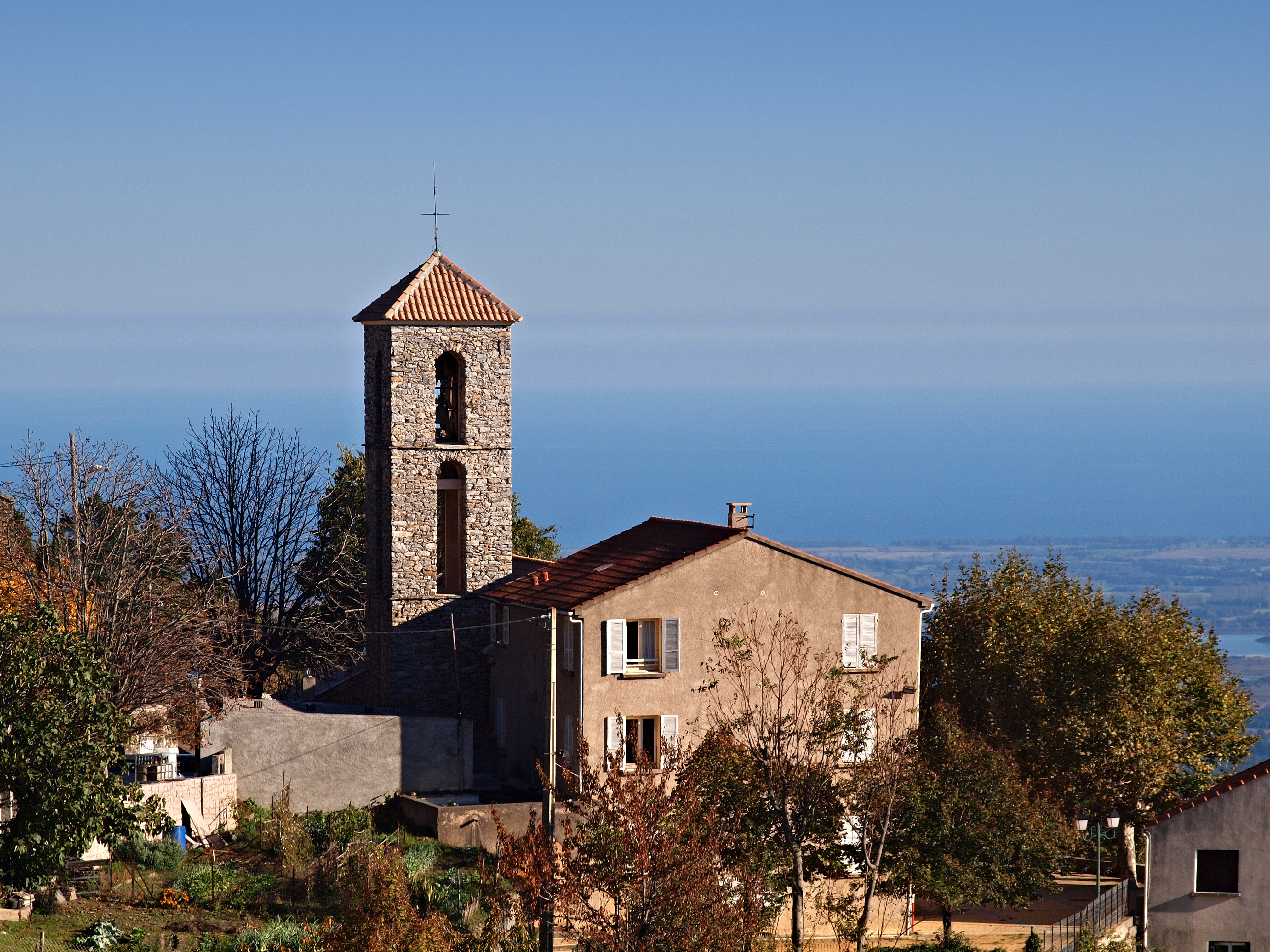
Maison communale et église.
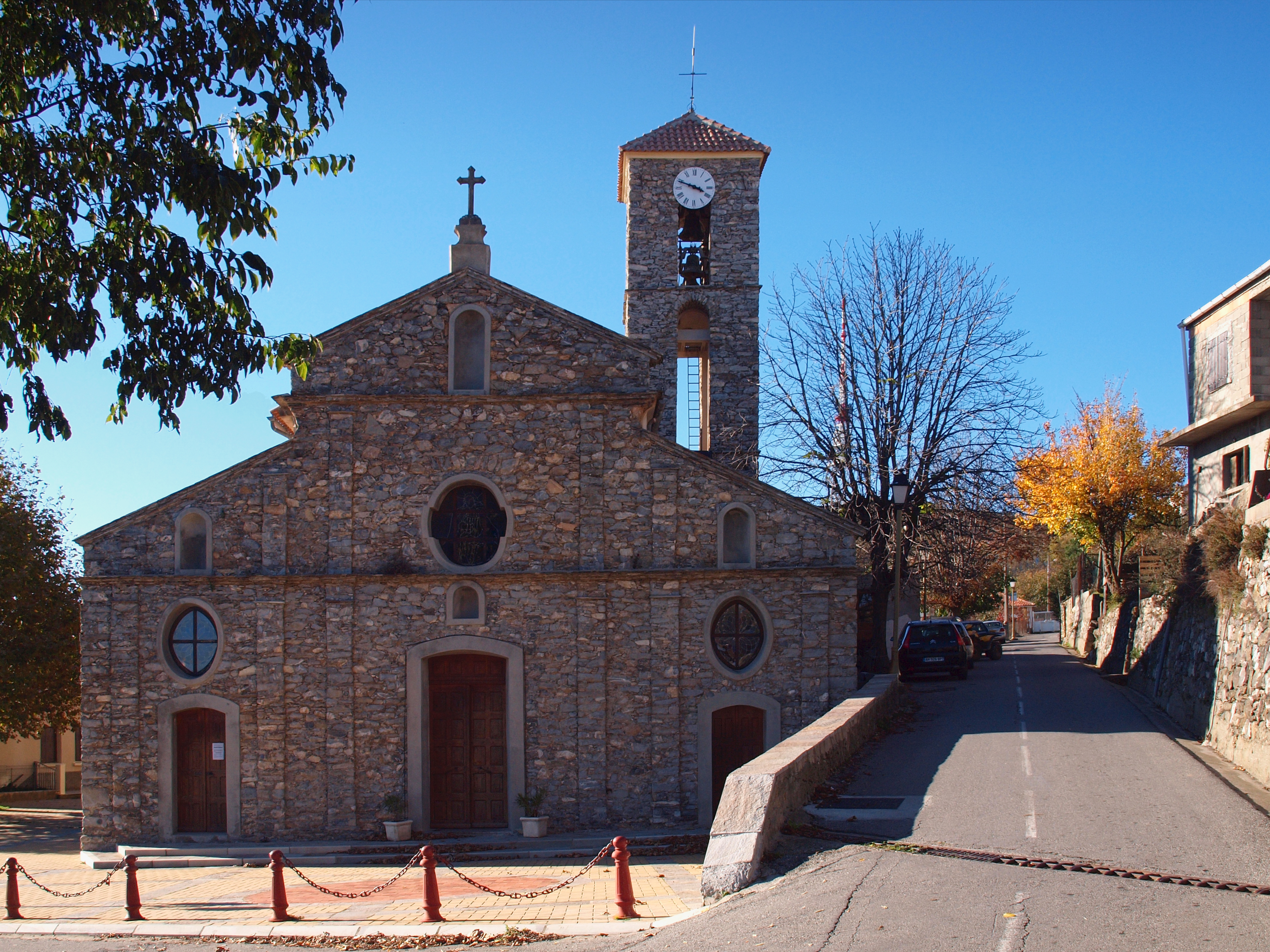
Église paroissiale.
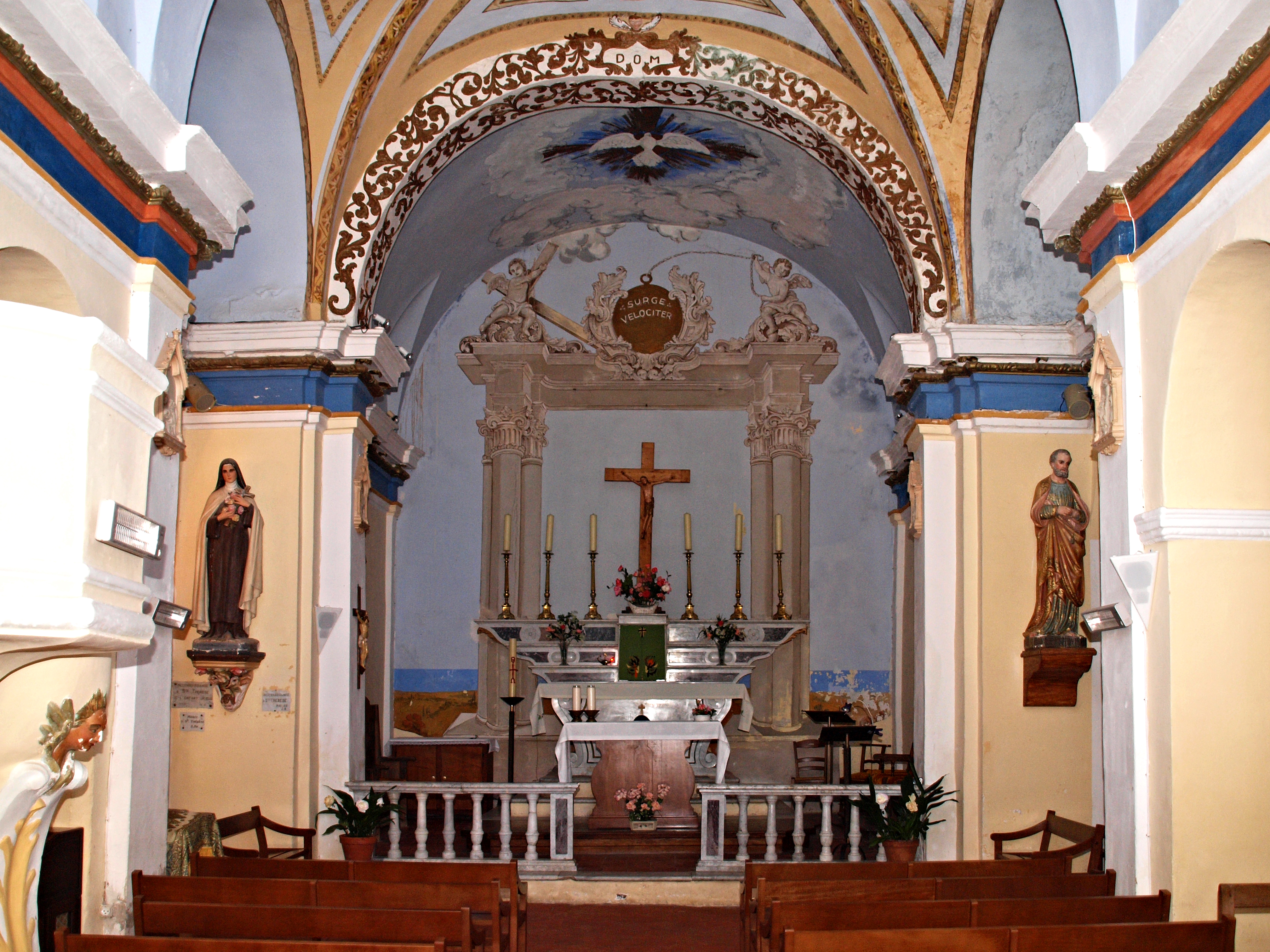
Intérieur de l'église.
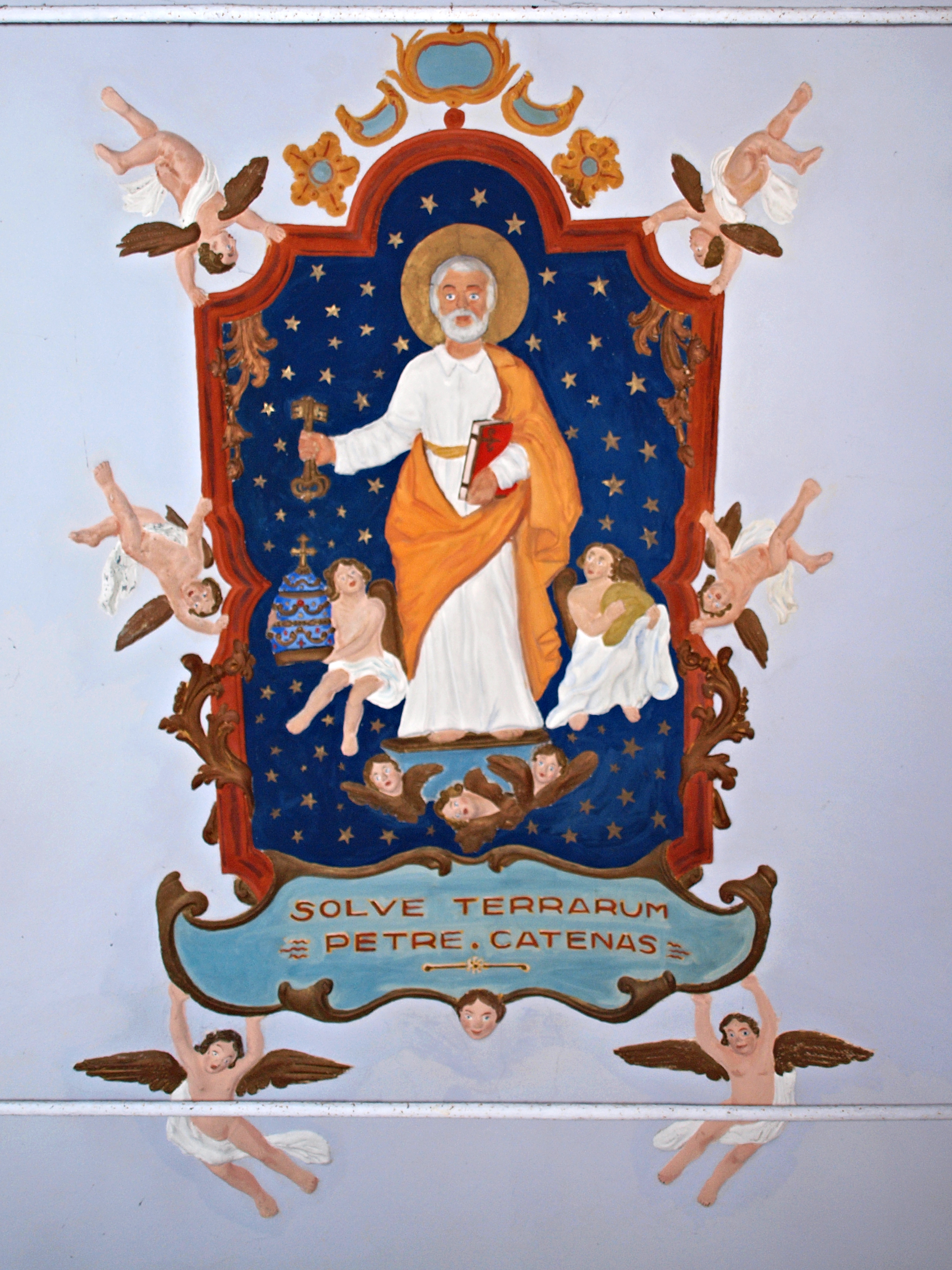
Ornement au plafond de la nef.

### Patrimoine naturel

#### ZNIEFF
La commune est concernée par une zone naturelle d'intérêt écologique, faunistique et floristique de 2e génération :
Basse vallée du Tavignano
Dix communes se partagent cette zone d'une superficie de 1 057 ha qui s’étale le long du fleuve, depuis Aléria jusqu’au pont de Noceta. « La basse vallée du Tavignano est le seul endroit de Corse où l'Alose feinte se reproduit actuellement ; le fleuve abrite en outre la blennie fluviatile et de nombreux invertébrés macrobenthiques déterminants ».

#### Natura 2000
Site d'Intérêt Communautaire (Dir. Habitat)
Basse vallée du Tavignano
La Basse vallée du Tavignano abrite un SIC de la directive « Habitats, faune, flore », d'une superficie de 770 ha concernant sept communes : Aléria, Altiani, Antisanti, Erbajolo, Focicchia, Giuncaggio, Noceta, Piedicorte-di-Gaggio et Venaco. L'importance du site réside dans le fait qu'il est le seul endroit de Corse où l'Alose feinte se reproduit actuellement. S'y trouve également la plus grosse colonie de Corse de Murins à Oreilles échancrées (Myotis emarginatus (E. Geoffroy, 1806)) (annexe II) et plusieurs colonies importantes de Petits Rhinolophes. Le SIC est inscrit à l'Inventaire national du patrimoine naturel sous la fiche FR9400602 - Basse vallée du Tavignano.

### Personnalités liées à la commune
- Georges Benedetti, homme politique français, né à Antisanti le 29 juillet 1930.
- Petru Ciavatti (Antisanti 1911 ? - † La Ciotat 1996, inhumé à Antisanti). Directeur-fondateur de U Muntese, mensuel du dialecte et des traditions corses (1955).

## Héraldique
| Blason de Antisanti | Blason  | D'argent à deux clés versées de sable, passées en sautoir, les pannetons affrontés, au tourteau de sable chargé d'une croisette pattée d'argent, brochant en coeur; à la filière de sable. |
| Blason de Antisanti | Détails | Le statut officiel du blason reste à déterminer. |